# Friedrich Wilhelm von Bodungen (Politiker, 1879)
Friedrich Wilhelm Bodungen, seit 1910 von Bodungen (* 24. Januar 1879 in Lützelstein, Kreis Zabern, Elsass; † 9. November 1943 in Hartwigswalde, Ostpreußen) war ein deutscher Politiker und Agrarfunktionär.

## Leben und Tätigkeit

### Deutsches Kaiserreich
Bodungen war ein Sohn des kaiserlichen Forstmeisters Ferdinand Bodungen (1825–1889) und dessen Ehefrau Elisabeth, geborene Thiermann (1852–1933).
Bodungen wuchs in Lützelstein, Colmar und Straßburg auf. Die Schule besuchte er am Lyceum in Kolmar und am Protestantischen Gymnasium in Straßburg, an dem er im März 1898 die Reifeprüfung ablege. Anschließend tat er von April 1898 bis März 1899 Militärdienst als Einjährig-Freiwilliger im Infanterie-Regiment Nr. 172 [jägerbtaillon 4] in Kolmar der Preußischen Armee. Als Reserveoffizier erhielt er später Beförderungen zum Leutnant der Reserve (22. Juli 1900) und Oberleutnant der Reserve (22. März 1910) bei der Garde-Maschinengewehr-Abteilung Nr. 1.
Von 27. Mai bis 28. Oktober 1899 absolvierte Bodungen eine forstliche Lehre in der Oberförsterei in Zabern. Eine zweite Lehrzeit folgte in der Oberförsterei Zechlinerhütte vom 1. Oktober 1900 bis 30. April 1901. Im Wintersemester 1899/1900 studierte er Rechts- und Staatswissenschaften an der Universität Berlin und im folgenden Sommersemester dasselbe Fach an der Universität Straßburg. Später wechselte er das Fach und studierte Forstwissenschaft an der Forstlichen Hochschule Hann.Münden (Ostern 1901 bis Ostern 1902) und der Forstlichen Hochschule Eberswalde (Ostern 1902 bis Ostern 1903). Am 5. November 1903 bestand er die erste forstliche Prüfung, was mit der Ernennung zum Preußischen Forstreferendar einherging. Die forstliche Staatsprüfung bestand er am 12. Mai 1906 (Patent als Preußischer Forstassessor vom 23. Mai 1906).
Am 1. Oktober 1906 erhielt Bodungen auf eigenen Wunsch seinen Abschied aus dem königlichen Forstdienst unter Verleihung des Charakters als Oberförster zur Bewirtschaftung seines eigenen Gutes.
1907 übernahm Bodungen die Bewirtschaftung des Rittergutes Eichwerder (314 ha) in der Oderniederung im Kreis Greifenhagen in Pommern, das ihm im selben Jahr als Eigentum überschrieben wurde. Dort widmete er sich insbesondere der Durchführung von Meliorationen und der Rinderhochzucht „auf naturgemäßer Grundlage unter Verwertung der Rasseerkenntnisse“.
Im Jahr 1909 stand Bodungen im Mittelpunkt eines kleinen Gesellschaftsskandals des späten Kaiserreiches: In Bodungens militärischen Qualifikationsberichten und Dienstleistungszeugnissen wurde zu dieser Zeit festgestellt, dass er das Adelsprädikat unrechtmäßig trug, weshalb ihm die Aberkennung desselben angekündigt wurde. Der soziale Druck, dem er als Gardeoffizier ausgesetzt war, veranlasste ihn dazu, darum zu bitten, ihm diese Maßnahme zu ersparen. Da Bodungen keine Anerkennung seines vermeintlichen Adels erhalten konnte, blieb ihm nur der Weg, eine neue Nobilitierung beim Kaiser zu beantragen. Wilhelm II. gab dem Antrag statt und erklärte sich bereit, seine Mutter am 5. Dezember 1910 als „Frau von Bodungen“ mit deren Nachkommen in den erblichen preußischen Adelsstand zu erheben. Diese Adelserhebung wurde auf eigenen Wunsch des Geadelten aber nicht veröffentlicht, um diesem eine Desavouierung zu ersparen, die sich aus dem in der Veröffentlichung der Adelserhebung enthaltenen impliziten Eingeständnis, dass er bisher nicht adelig gewesen war, ergeben hätte.

### Erster Weltkrieg
Nach dem Beginn des Ersten Weltkriegs gehörte Bodungen zunächst vom Kriegsbeginn im August 1914 bis zum 15. Oktober 1914 als Ordonnanzoffizier dem Stab der Garde-Kavallerie-Division an. Am 15. Oktober 1914 folgte die Ernennung zum Führer der Garde Maschinen-Gewehr-Abteilung 1. Am 22. Dezember 1914 wurde Bodungen zum Hauptmann befördert.
Am 15. Februar 1918 wurde Bodungen zum Kommandeur der M.G. Schule der 17. Armee ernannt. Am 28. August 1918 folgte die Ernennung zum Chef der Forstverwaltung von Estland beim Generalkommando 68.

### Weimarer Republik
Nach dem Ersten Weltkrieg war Bodungen Mitgründer des im Februar 1919 gegründeten Pommerschen Landbundes, der Interessenvereinigung der Großgrundbesitzer in Pommern. Er selbst erblickte in dieser Organisation eine „Zusammenfassung des gesamten Landvolks und Stadtvolks, um das Novembersystem zu stürzen“. Er wurde außerdem Leiter des Selbstschutzes des Landbundes.
Anfang 1920 ging Bodungen als Vertreter des Pommerschen Landbundes eine geheime Vereinbarung mit dem Freikorpsführer Gerhard Roßbach ein: Diese sah vor, dass Angehörige des Freikorps Roßbach, das damals offiziell aufgelöst wurde, tatsächlich aber in getarnter Weise als Arbeitsgemeinschaft Roßbach fortexistierte, vom Landbund in geschlossenen Gruppen als Landarbeiter auf eine Anzahl von großen Landgütern in Pommern vermittelt würden. Dort würden die Männer offiziell als Landarbeiter arbeiten, zugleich aber als Feldhüter die Güter, auf denen sie lagen, schützen. Das heißt, sie sollten Streiks von Arbeitern, die bessere Löhnung forderten, niederschlagen sowie insbesondere bereitstehen, um im Falle, dass sozialistische Unruhen in der Provinz aufbranden würden, diese gewaltsam niederzuschlagen.
Zugleich fungierten die auf die pommerschen Güter verteilten Trupps der Arbeitsgemeinschaft Roßbach als eine geheime Reservetruppe der regulären Armee, deren Maximalgröße gemäß den Anfang 1920 in Kraft tretenden Bestimmungen, die die Kriegssiegermächte des Ersten Weltkriegs dem Deutschen Reich im Friedensvertrag von Versailles auferlegt hatten, auf 100.000 Mann beschränkt war. Im Falle eines befürchteten polnischen Angriffs auf die deutsche Ostgrenze oder eines linkssozialistischen Revolutionsversuches sollten die Roßbacher reaktiviert und in die in Pommern stationierten Armeeteile integriert werden. Zu diesem Zweck erhielten die Angehörigen der Arbeitsgemeinschaft Roßbach von der Armee Waffen und Munition zur Verfügung gestellt und versteckten diese in geheimen Waffendepots auf oder in der Nähe der Güter, auf denen sie untergebracht waren. In der Praxis bedeutete dies, dass die Roßbach’schen Arbeitergruppen die Waffen faktisch in ihren Besitz nahmen und für die Grundbesitzer, auf deren Gütern sie wohnten, verwahrten, instandhielten und pflegten.
Eigenen Angaben zufolge hatte Bodungen im Jahr 1921 in München im Haus des Polizeipräsidenten Ernst Pöhner eine Unterredung mit Adolf Hitler, worauf in Stettin die erste NSDAP-Ortsgruppe gegründet worden sein soll.
1922 beteiligte Bodungen sich an der Schaffung des Verbandes Preußischer Landgemeinden im Rathaussaal von Schönberg, wodurch der frühere Landvermeinde-Verband und der Landgemeindebund ersetzt wurden. Er selbst erblickte den Zweck der neuen Organisation darin, ein Werkzeug zu schaffen für den geplanten Staatsumbruch.
1923 will Bodungen sich bei der Aufstellung und Belieferung der Schwarzen Reichswehr mit Lebensmitteln beteiligt haben. Im selben Jahr stellte Bodungen angeblich eine Truppe aus 8000 Mann auf, die sich während des Münchener Hitlerputsches vom November 1923 bereitgehalten habe, um sich nach einer erfolgreichen Machtübernahme der Putschisten in Bayern an einem „Freiheitsmarsch“ auf die Reichshauptstadt Berlin zum Sturz der amtierenden demokratisch-republikanischen Regierung zu beteiligen.
Ab 1924 war Bodungen erst in der Deutschvölkischen Freiheitsbewegung (DvFB) tätig: Er wurde Gauführer derselben in Pommern und Mitglied der Reichsführung der Organisation. Aus der Reichsführung will er schließlich ausgeschieden sein, da die Organisation Hitler und Erich Ludendorff nicht hinreichend unterstützte. 1926 will er die DVFB in Pommern gezielt zerschlagen haben, um den Weg für den Aufstieg der NSDAP in der Provinz freizumachen.
1927/1928 verlor Bodungen sein Gut. Er selbst machte hierfür später „jüdisch-freimaurische Umtriebe“, durch die er in wirtschaftliche Not geraten sei, verantwortlich. Später behauptete er, dass er aufgrund seiner wirtschaftlichen Probleme zu dieser Zeit damals auch auf den offiziellen Eintritt in die Partei verzichtet habe, obwohl er sich stets im Sinne ihrer Weltanschauung betätigt habe.
Von 1926 bis 1933 betätigte Bodungen sich politisch in dem von Erich Ludendorff gegründeten Tannenbergbund (auch „Ludendorff-Bewegung“ genannt), einer völkisch-rechtsradikalen Vereinigung. Er übernahm für diesen die Leitung der Schulungen im Norden und Nordwesten des Reichsgebiets. Vor allem trat er aber als Wanderredner des Tannenbergbundes auf, wobei er scharfe Angriffe gegen die sogenannten „überstaatlichen Mächte“, in denen der Tannenbergbund die Hauptfeinde des deutschen Volkes ausgemacht zu haben glaubte, richtete. Hierunter verstand die Organisation insbesondere Freimaurer, Juden, Katholiken und Jesuiten. Diese Vorträge trugen Titel wie: „Die Weltmachtpolitik Rom – Juda unter dem Deckmantel der Religion“.
Ernst Glaser-Gerhard bezeichnet Bodungen in seiner Studie über die Berliner Freimaurer im 20. Jahrhundert als einen der „schlimmsten Hetzer“ gegen die Freimaurer in Schleswig-Holstein in der Zwischenkriegszeit.

### NS-Zeit
1934 war Bodungen auf dem Gebiet der einheimische Treibstofferzeugung und -verwendung tätig.
Am 5. Juni 1937 beantragte Bodungen die Aufnahme in die NSDAP und wurde rückwirkend zum 1. Mai desselben Jahres aufgenommen (Mitgliedsnummer 5.723.981). In der SS ist Bodungen seit 1938 als Mitglied mit dem Rang eines SS-Obersturmführers nachweisbar.
Aus seiner am 31. Mai 1906 mit Rose-Marie Taubert-Giebe geschlossenen Ehe gingen zwei Söhne und eine Tochter hervor.